# نظام الإنذار المبكر والتحكم

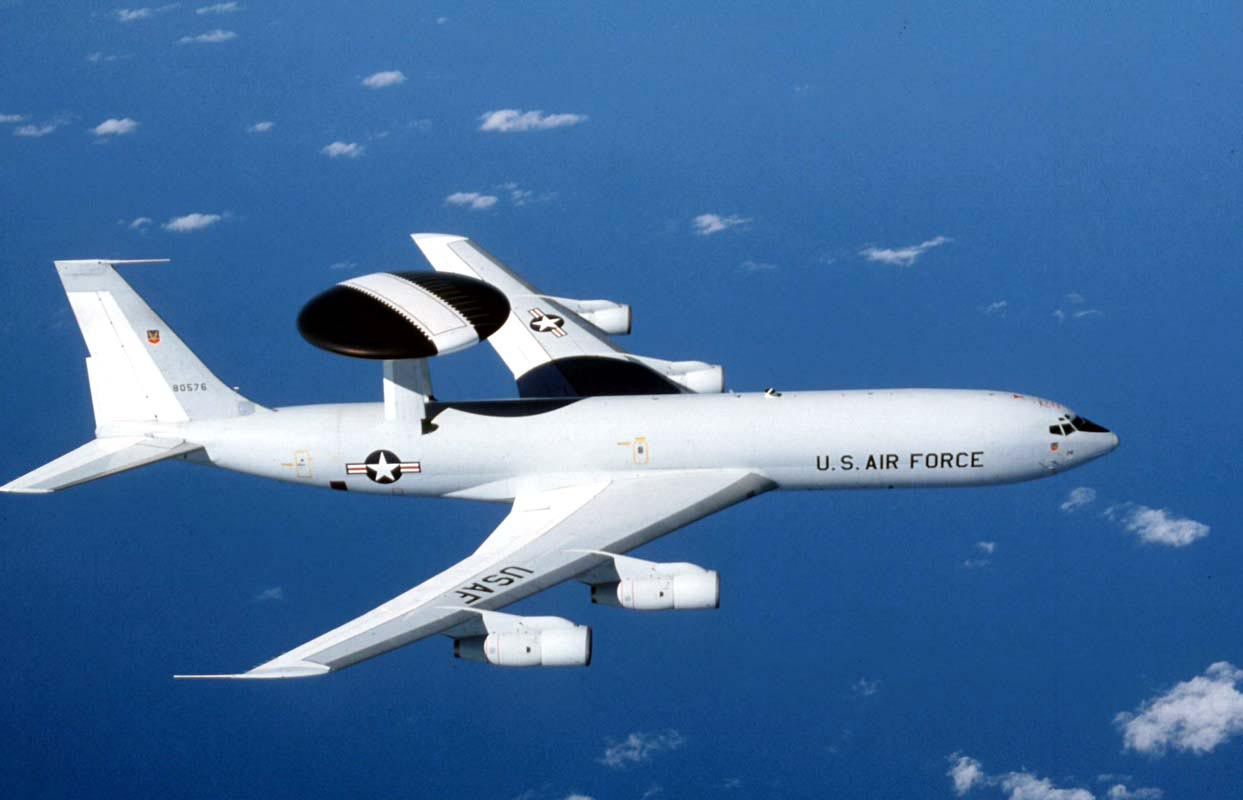
طائرة بوينغ إي-3 سينتري تابعة لسلاح الجو الأمريكي

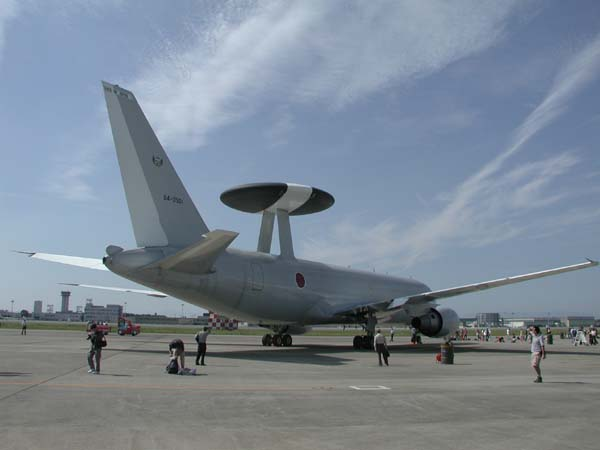
طائرة بوينغ إي-767 اواكس تابعة لقوات دفاع الجو الياباني

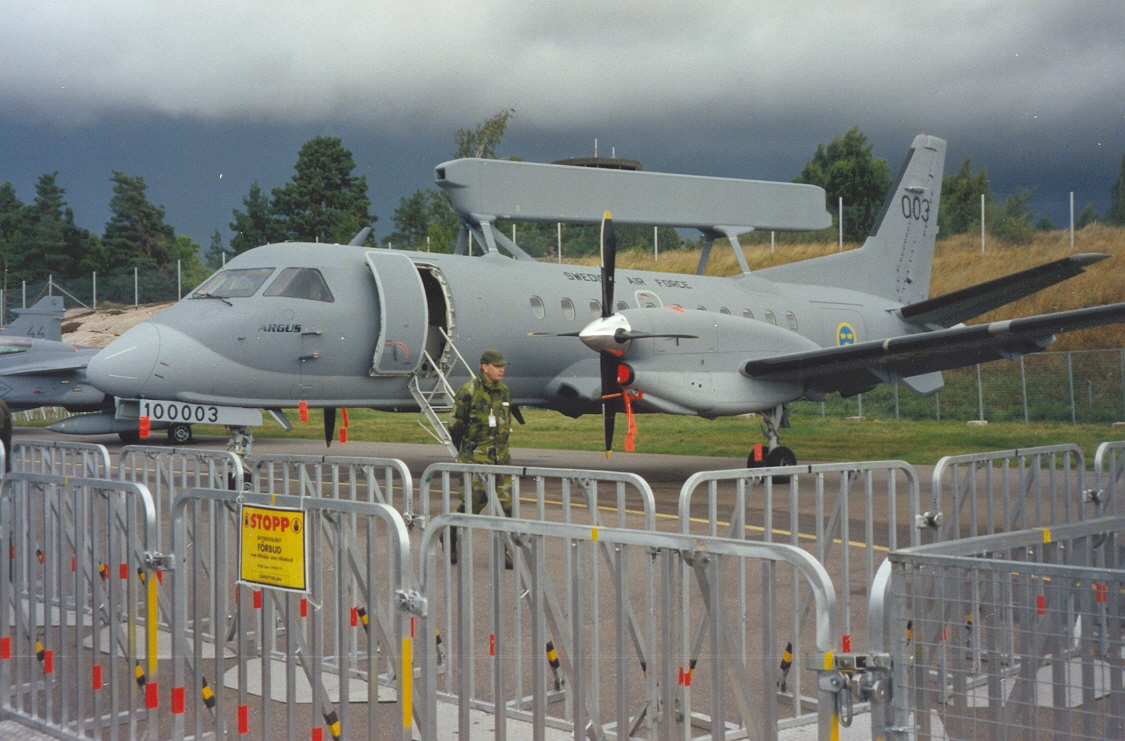
طائرة ساب 340 (AEW&C) تابعة للقوات الجوية السويدية

نظام الإنذار المبكر والتحكم المحمول جوا والمعروف اختصار بـ (AEW & C) هو نظام رادار محمول جوًّا يهدف إلى الكشف عن الطائرات والسفن والمركبات على مسافات بعيدة والسيطرة والقيادة في ساحة المعركة وفي الاشتباكات الجوية عن طريق توجيه المقاتلات وطائرات الهجوم الضاربة. وتستخدم AEW & C وحدات أيضا لتنفيذ المراقبة، بما في ذلك أكثر الأهداف الأرضية، وكثيرا ما تؤدي C2BM (القيادة والسيطرة وإدارة المعركة) وظائف مماثلة إلى وحدة تحكم حركة مطار تعطى الأوامر العسكرية على القوى الأخرى. تستخدم في ارتفاعات عالية، ورادارات على متن الطائرة تسمح للمشغلين للتمييز بين مئات الطائرات الصديقة والمعادية من على بعد أميال.
وتستخدم طائرات نظام الإنذار المبكر والتحكم للعمليات الجوية الدفاعية والهجومية على حد سواء، وقوات الولايات المتحدة الأمريكية وقوات حلف شمال الأطلسي تقوم بدمج وتدريب القوات الجوية مع مراكز معلومات القيادة لسفن الحربية البحرية، بالإضافة إلى منصة الرادار المحمول للغاية وقوية. يتم استخدام نظام الهجومية للمقاتلين مباشرة إلى مواقع المستهدفة، والدفاعية، وتوجيه الهجمات المضادة ضد قوات العدو، على حد سواء الجوية والبرية. مفيدة جدا هي ميزة القيادة والسيطرة من علو شاهق، والقوات البحرية للولايات المتحدة تعمل AEW & C الطائرة Supercarriers الرامية إلى زيادة وحماية مراكز معلومات قيادة حاملة (CICS)
ومن المعروف AEW & C أيضا من حيث السن «الإنذار المبكر المحمولة جوا» (AEW) و«الإنذار المحمولة جوا ونظام مراقبة» (أواكس، / eɪwæks / AY-waks) على الرغم من أن أواكس (AWACS) هو اسم خاص بطائرة بوينغ إي-3 سينتري والمستخدمة حاليا من قبل حلف شمال الأطلسي والقوات الجوية الأمريكية والقوات الجوية الملكية السعودية. وغالبا ما تستخدم في الخطأ لوصف أنظمة أخرى مشابهة.

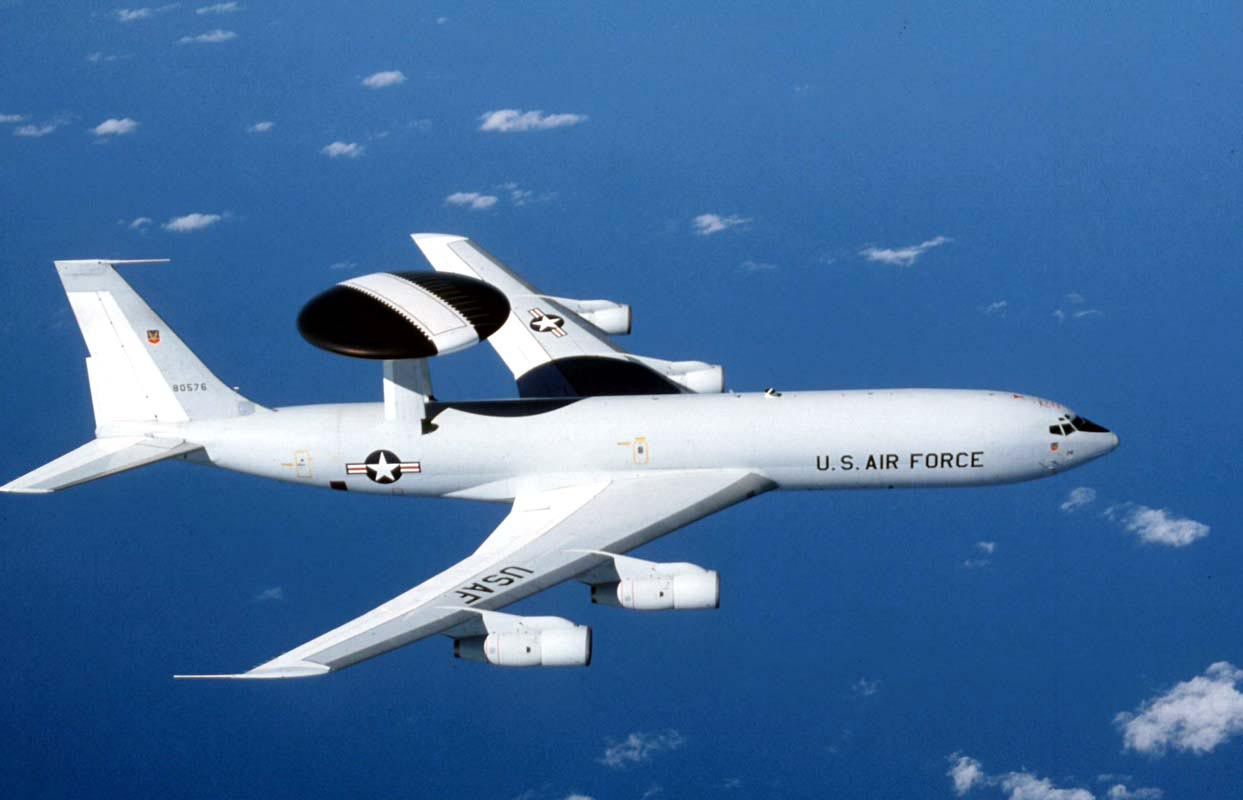
طائرة إي-3 تابعة لسلاح الجو الأمريكي.

## نظم الإنذار المبكر في الهليكوبتر

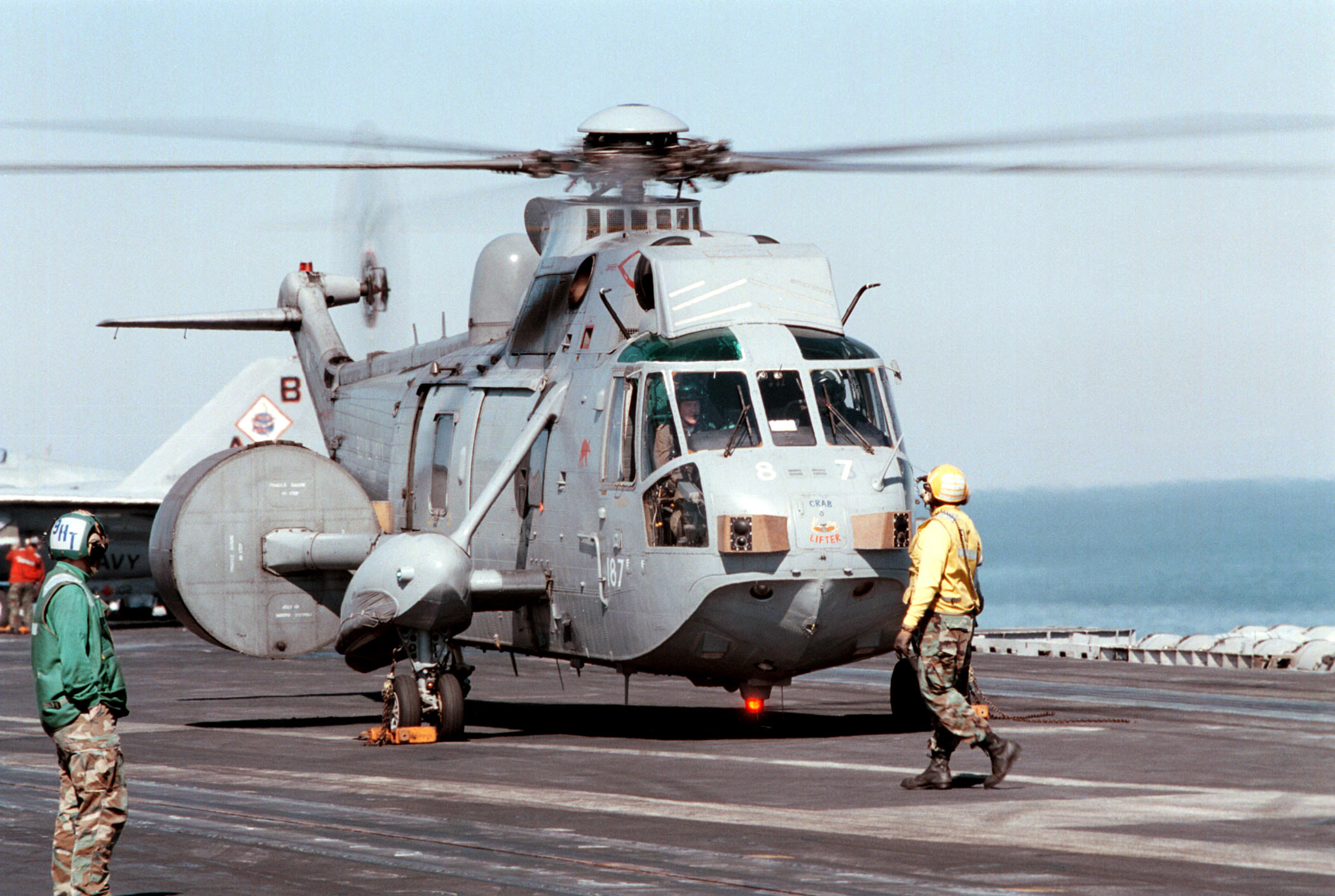
طائرة Sea King AEW.2A تابعة للبحرية الملكية البريطانية

## نظام الإنذار والسيطرة المحمول جوا (اواكس)

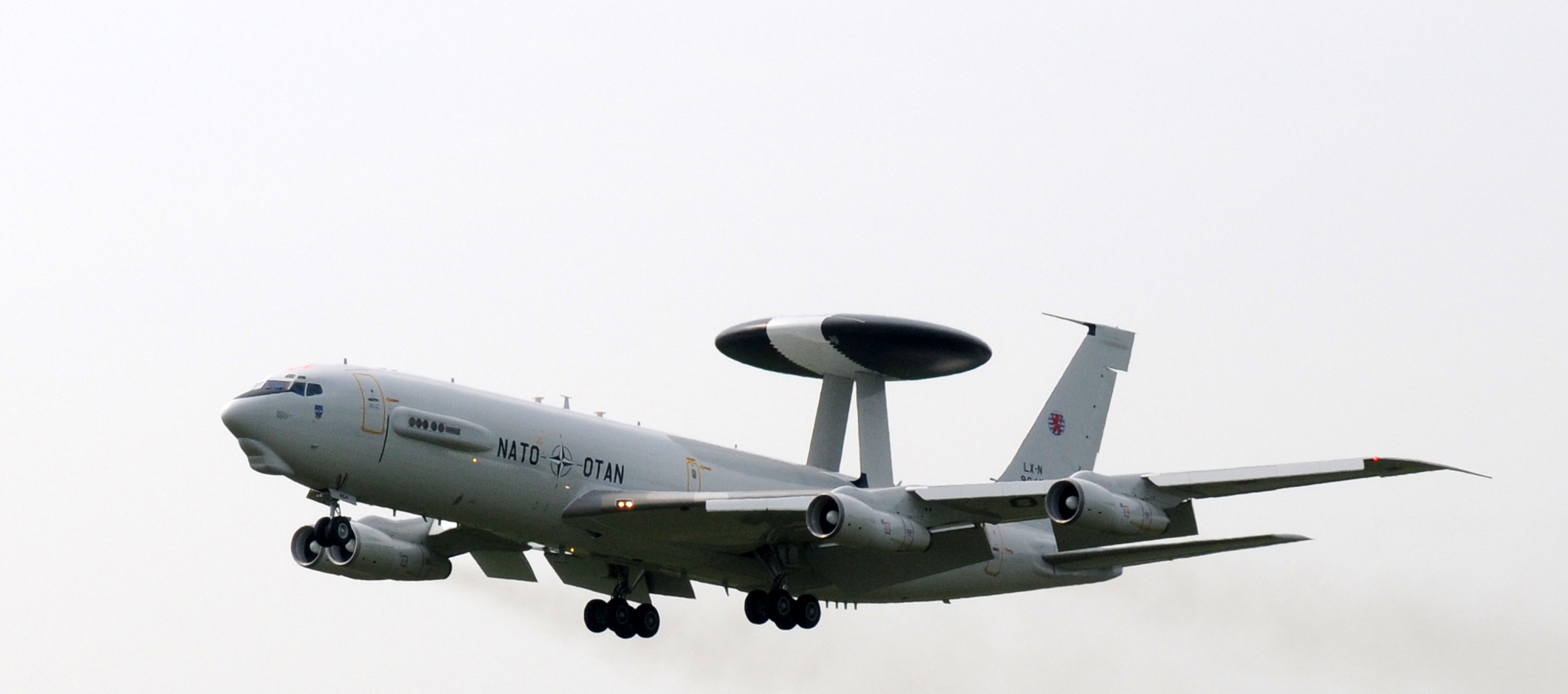
الحلف الأطلسي بوينغ إي-3 سينتري

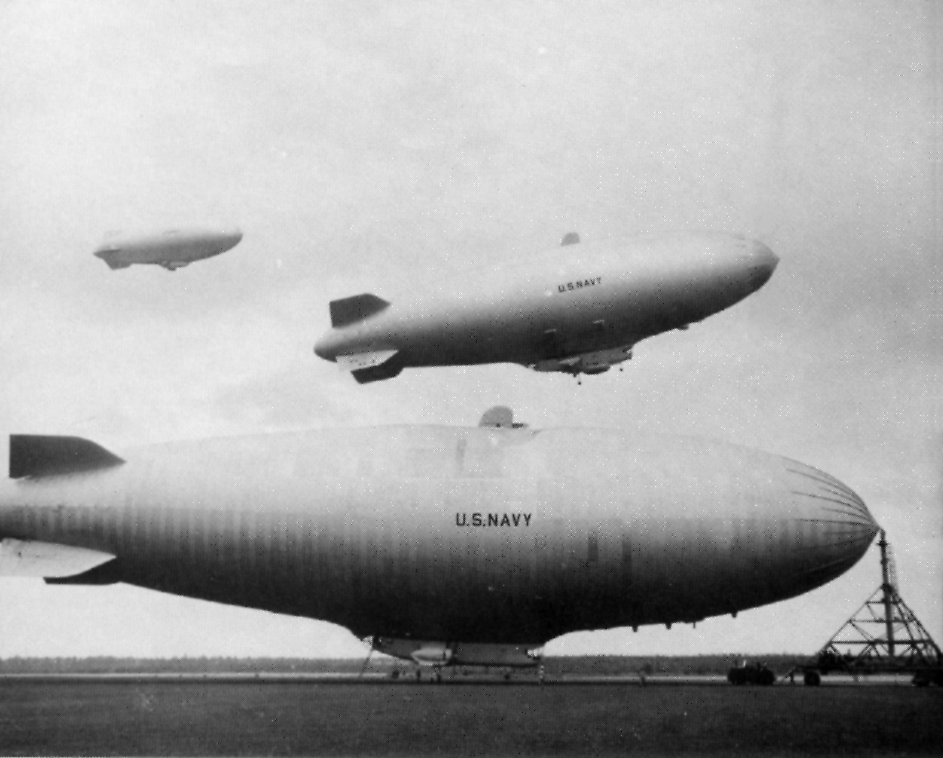
US Navy Goodyear ZPG-3W and ZPG-2W AEW blimps with K-type blimp in background